# Liste von Schiffen mit dem Namen Bockenheim
Bockenheim ist ein mehrfach genutzter Schiffsname. Er leitet sich von Bockenheim, einem Stadtteil von Frankfurt am Main, ab.

## Schiffsliste
| Bezeichnung | Schiffsart                  | Baujahr  | Bauwerft                                      | Eigner                  | Dienstzeit | Verbleib                                                                                                |
| ----------- | --------------------------- | -------- | --------------------------------------------- | ----------------------- | ---------- | --- |
| Bockenheim  | Frachtdampfer               | 1913     | Sir Raylton Dixon and Company, Middlesbrough  | Unterweser Reederei     | 1925–1932  | am 3. Januar 1933 zum Abbruch in La Spezia eingetroffen                                                 |
| Bockenheim  | Frachtdampfer               | 1918     | J. & A. van der Schuyt, Papendrecht           | Unterweser Reederei     | 1921–1924  | 2. Dezember 1942 vor Neufundland gestrandet                                                             |
| Bockenheim  | Frachtschiff                | 1924     | John Readhead and Sons, South Shields         | Unterweser Reederei     | 1932–1940  | 9. April 1940 in Narvik selbst versenkt                                                                 |
| Bockenheim  | Sperrbrecher                | 1929     | Kockums, Malmö                                | Kriegsmarine            | 1940–1940  | am 26. August 1944 als Blockschiff in der Girondemündung versenkt, ab März 1948 in Pasajes verschrottet |
| Bockenheim  | Leichter, 1949 Frachtschiff | bis 1949 | Wärtsilä, Turku; Seebeckwerft, Bremerhaven    | Unterweser Reederei     | 1949–1969  | ab 11. Dezember 1969 bei Eisen und Metall in Hamburg verschrottet                                       |
| Bockenheim  | Massengutfrachter           | 1971     | Verolme Verenigde Scheepswerven, Alblasserdam | „Kosmos“ Bulkschiffahrt | 1971–1980  | Als CSL Cabo in Fahrt bis 4. November 2013, danach Verschrottung Xinhui, China.                         |